# Konklawe 1394 (antypapież Benedykt XIII)
Konklawe 26-28 września 1394 – konklawe okresu wielkiej schizmy zachodniej, które wybrało Benedykta XIII na drugiego po Klemensie VII antypapieża obediencji awiniońskiej.

## Śmierć Klemensa VII
Antypapież Klemens VII zmarł 16 września 1394 w Awinionie w wieku 52 lat. W tym czasie już od 16 lat trwała w Kościele schizma, a rywalem „awiniończyka” Klemensa VII z rzymskiej obediencji był wybrany w 1389 Bonifacy IX. W 1394 do obediencji awiniońskiej należały Francja, Aragonia, Kastylia, Nawarra, Szkocja, Cypr, Zakon Joannitów i niektóre terytoria w Cesarstwie (np. Sabaudia). Wielu duchownych i świeckich opowiadało się za przywróceniem jedności Kościoła poprzez cesję, tj. rezygnację obu pretendentów, żaden z nich nie był jednak skłonny do ustępstw. Także po śmierci Klemensa VII wielu proponowało wstrzymanie się z wyborem następcy, opowiadał się za tym m.in. król Francji Karol VI oraz uniwersytet paryski. Ostatecznie jednak kardynałowie postanowili dokonać wyboru nowego papieża.

## Lista uczestników
Kolegium Kardynalskie awiniońskiej obediencji we wrześniu 1394 liczyło dwudziestu czterech kardynałów. dwudziestu jeden z nich wzięło udział w konklawe, w tym trzynastu Francuzów, sześciu Włochów i dwóch Hiszpanów:
- Pietro Corsini; Kardynał z Florencji[3] (nominacja 7 czerwca 1370) – kardynał biskup Porto e Santa Rufina; komendatariusz kościoła prezbiterialnego S. Lorenzo in Damaso; prymas Świętego Kolegium Kardynałów
- Gui de Malsec; Kardynał z Poitiers[3] (20 grudnia 1375) – kardynał biskup Palestriny
- Jean de la Grange; Kardynał z Amiens[3] OSB (20 grudnia 1375) – kardynał biskup Tusculum
- Niccolò Brancaccio; Kardynał z Cosenzy[3] (18 grudnia 1378) – kardynał biskup Albano
- Guillaume d’Aigrefeuille OSB (12 maja 1367) – kardynał prezbiter S. Stefano al Monte Celio; protoprezbiter Świętego Kolegium Kardynałów; kamerling Świętego Kolegium Kardynałów
- Leonardo Rossi da Giffoni OFM; Kardynał z Giffone[3] (18 grudnia 1378) – kardynał prezbiter S. Sisto
- Bertrand de Chanac; Kardynał z Jerozolimy[3] (12 lipca 1385) – kardynał prezbiter S. Pudenziana
- Tommaso Ammanati; Kardynał z Neapolu[3] (12 lipca 1385) – kardynał prezbiter S. Clemente
- Giovanni Piacentini; Kardynał z Wenecji[3] (12 lipca 1385) – kardynał prezbiter S. Ciriaco alle Terme
- Jean de Murol (12 lipca 1385) – kardynał prezbiter S. Vitale
- Jean de Brogny; Kardynał z Viviers[3] (12 lipca 1385) – kardynał prezbiter S. Anastasia; wicekanclerz Świętego Kościoła Rzymskiego
- Pierre de Thury; Kardynał z Maillezais[3] (12 lipca 1385) – kardynał prezbiter S. Susanna
- Martín Zalba; Kardynał z Pampeluny[3] (21 lipca 1390) – kardynał prezbiter S. Lorenzo in Lucina; administrator diecezji Pampeluny
- Jean Flandrin; Kardynał z Auch[3] (17 października 1390) – kardynał prezbiter Ss. Giovanni e Paolo
- Pierre Girard; Kardynał z Le Puy[3] (17 października 1390) – kardynał prezbiter S. Pietro in Vincoli; penitencjariusz większy
- Guillaume de Vergy; Kardynał z Besançon[3] (17 kwietnia 1391) – kardynał prezbiter S. Cecilia
- Hugues de Saint-Martial (17 września 1361) – kardynał diakon S. Maria in Portico; protodiakon Świętego Kolegium Kardynałów
- Pierre de Vergne (30 maja 1371) – kardynał diakon S. Maria in Via Lata
- Pedro Martínez de Luna; Kardynał z Aragonii[3] (20 grudnia 1375) – kardynał diakon S. Maria in Cosmedin
- Amadeo di Saluzzo Kardynał z Saluzzo[3] (23 grudnia 1383) – kardynał diakon S. Maria Nuova
- Galeotto Tarlati de Petramala; Kardynał z Petramala[3] (18 września 1378/1387) – kardynał diakon S. Giorgio in Velabro

Jednego z elektorów (Saint-Martiala) mianował jeszcze Innocenty V, dwóch Urban V, czterech Grzegorz XI, a trzynastu Klemens VII. Galeatto Tarlati di Pietramala został mianowany 18 września 1378 przez rzymskiego papieża Urbana VI i dopiero w 1387 przeszedł do obediencji Klemensa VII, który potwierdził jego godność kardynalską.
Urząd kamerlinga sprawował François de Conzie, arcybiskup Narbonne.

### Nieobecni
Nieobecnych było trzech kardynałów, w tym dwóch Hiszpanów i Francuz:
- Jaime de Aragón; Kardynał z Walencji[3] (1 lutego 1387) – kardynał biskup Sabiny; administrator diecezji Walencji
- Jean de Neufchatel; Kardynał z Neufchatel[3] (23 grudnia 1383) – kardynał biskup Ostia e Velletri
- Pedro Fernández de Frias; Kardynał z Hiszpanii[3] (23 stycznia 1394) – kardynał prezbiter bez tytułu; administrator diecezji Osma

Wszystkich trzech mianował Klemens VII. Kardynał Jean de Neufchatel przybył do Awinionu krótko po zakończeniu konklawe.

## Wybór Benedykta XIII
Dwudziestu jeden kardynałów zebrało się w pałacu papieskim w Awinionie na konklawe 26 września, mimo że nawet wśród nich nie brakowało zwolenników odroczenia elekcji (np. kardynał Saluzzo). Tego samego dnia do Awinionu przybył posłaniec z listem od króla, jednak Święte Kolegium jednogłośnie zadecydowało, że list nie zostanie otwarty przed zakończeniem konklawe i wyborem nowego papieża.
Najpierw kardynałowie zredagowali kapitulację wyborczą zobowiązującą elekta do dążenia ze wszystkich sił do zakończenia schizmy, w razie potrzeby także przez abdykację. Podpisało ją osiemnastu elektorów, odmówili jedynie Corsini, Aigrefeuille i Saint-Martial. Następnie, 28 września jednogłośnie wybrano aragońskiego kardynała Pedro Martineza de Lunę, który do tej pory uchodził za jednego z największych zwolenników cesji i już przed konklawe uchodził za jednego z głównych kandydatów.
Elekt przybrał imię Benedykt XIII. 3 października przyjął święcenia kapłańskie z rąk kardynała biskupa Palestriny Gui de Malsec, a 11 października został konsekrowany na biskupa w awiniońskiej katedrze przez kardynała biskupa Ostia e Velletri Jeana de Neufchatel i koronowany przez protodiakona Huguesa de Saint-Martiala.
Mimo że po wyborze Benedykt XIII powtórzył zapewnienia o swojej woli doprowadzenia do jedności Kościoła, jego późniejsze działania były zaprzeczeniem tych deklaracji. Odmówił abdykacji nawet wówczas, kiedy na Soborze w Konstancji zrezygnowali dwaj jego rywale – Grzegorz XII i Jan XXIII, i do końca życia twierdził, że jest prawowitym papieżem.